# Étienne Pallière
Étienne Pallière, né le 22 octobre 1761 à Bordeaux et mort le 12 novembre 1819 à Paris, est un peintre français.

## Biographie
Étienne Pallière naît le 22 octobre 1761 à Bordeaux. Son père s'appelle comme lui et sa mère Marie Barrière.
Il est l'élève de Vincent,. Il se marie à l'âge de 32 ans avec Agathe-Scolastique-Baltide Cuilier, née le 31 janvier 1767 à Versailles. Étienne Pallière figure au Salon de Paris de 1798 à 1804, avec des portraits. Il expose en 1800 Le rosier défendu, en 1801 Le sacrifice de l'amour et en 1804 Pan et Syrinx.
Mort le 12 novembre 1819 à Paris, il est inhumé le lendemain au cimetière du Père-Lachaise.